# CITIC Plaza
El CITIC Plaza és un gratacel de 80 plantes situat a Guangzhou, Xina. La seva altura estructural és de 391 metres, incloent dos altes antenes en forma d'agulla a la part alta de l'edifici. Quan va ser completat el 1997, va ser l'edifici més alt del món fora de Nova York i Chicago. Actualment, ocupa el lloc tercer al ranking dels edificis més alts de la Xina, per sota de l'edifici Jin Mao i el 2 International Finance Centre de Hong Kong. És el setè en el ranking d'edificis més alts del món. Situat al districte Tianhe, és una part d'un complex del mateix nom.